# Municipio de Columbia (Pensilvania)
El municipio de Columbia (en inglés: Columbia Township) es un municipio ubicado en el condado de Bradford en el estado estadounidense de Pensilvania. En el año 2000 tenía una población de 1.162 habitantes y una densidad poblacional de 10.8 personas por km².

## Geografía
El municipio de Columbia se encuentra ubicado en las coordenadas 41°50′00″N 76°52′59″O / 41.83333, -76.88306.

## Demografía
Según la Oficina del Censo en 2000 los ingresos medios por hogar en la localidad eran de $36,118 y los ingresos medios por familia eran $38,393. Los hombres tenían unos ingresos medios de $27,596 frente a los $19,038 para las mujeres. La renta per cápita para la localidad era de $16,320. Alrededor del 11,4% de la población estaban por debajo del umbral de pobreza.